# رابرت مک‌نیل (بازیکن فوتبال)
رابرت مک‌نیل (به انگلیسی: Robert McNeal) زادهٔ ۱۵ ژانویه ۱۸۹۱ بازیکن فوتبال اهل انگلستان که سابقهٔ بازی در تیم ملی فوتبال انگلستان را در کارنامهٔ خود دارد. وی در تاریخ ۱۶ مارس ۱۹۱۴ نخستین بازی ملی خود را در مقابل تیم ملی فوتبال ولز انجام داد و با حضور در ۲ بازی ملی، در تاریخ ۴ آوریل ۱۹۱۴ واپسین بازی ملی‌اش را در برابر تیم ملی فوتبال اسکاتلند برگزار کرد.